# Bat Out of Hell: Live with the Melbourne Symphony Orchestra
Bat Out of Hell: Live with the Melbourne Symphony Orchestra es un álbum en vivo publicado por el cantante estadounidense Meat Loaf el 28 de septiembre de 2004. Contiene una presentación de Meat Loaf acompañado de la prestigiosa Orquesta Sinfónica de Melbourne.

## Lista de canciones
Todas las canciones compuestas por Jim Steinman, excepto donde se indique lo contrario.
1. "Bat out of Hell" – 11:48
2. "You Took the Words Right Out of My Mouth" – 5:16
3. "Heaven Can Wait" – 5:09
4. "All Revved Up with No Place to Go" – 5:22
5. "Two Out of Three Ain't Bad" – 5:42
6. "Paradise by the Dashboard Light" – 11:07
7. "For Crying Out Loud" – 10:45
8. "I'd Do Anything for Love (But I Won't Do That)" – 11:05 (edición limitada)
9. "Couldn't Have Said It Better" (James Michael, Nikki Sixx) – 8:13 (edición limitada)

## Créditos
- Meat Loaf — voz, guitarra
- Patti Russo — voz
- Paul Crook — guitarra líder
- Randy Flowers — guitarra, teclados, coros
- Kasim Sulton — director musical, bajo, coros
- Mark Alexander — teclados, coros
- John Miceli — batería
- C.C. Coletti — coros
- Orquesta sinfónica de Melbourne, dirigida por Keith Levenson — instrumentación